# 勒福雷
勒福雷（法語：Leforest，法語發音：[ləfɔʁɛ]）是法国上法兰西大区加来海峡省的一个市镇，位于该省东北部，属于朗斯区。

## 地理
勒福雷（50°26'14"N, 3°3'51"E）面积6.22 平方千米，位于法国上法蘭西大區加来海峡省，该省份为法国北部沿海省份，西北濒北海，南至索姆省，东临北部省。
与勒福雷接壤的市镇（或旧市镇、城区）包括：蒂姆里、欧比、蒙绍、奥斯特里库尔、兰博库尔、库尔塞勒莱朗斯、埃万马尔迈松。

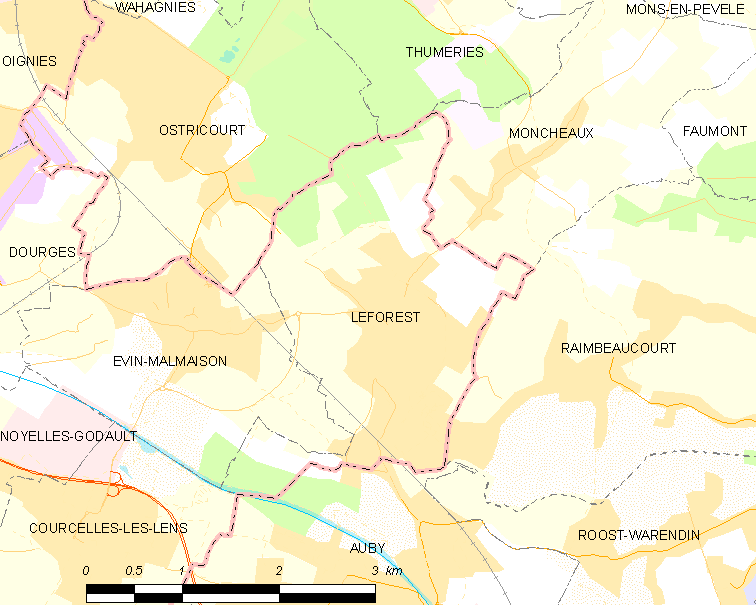
勒福雷的OSM定位图

勒福雷的时区为UTC+01:00、UTC+02:00（夏令时）。

## 行政
勒福雷的邮政编码为62790，INSEE市镇编码为62497。

## 政治
勒福雷所属的省级选区为埃南-博蒙第二县。

## 人口

1962-2008年间勒福雷人口变化图示

勒福雷于2022年1月1日时的人口数量为7120人。